# Yandex.Maps
Yandex.Maps (in russo Яндекс.Карты) è un servizio di mappe on line della compagnia russa Yandex. È stato lanciato il 27 agosto 2004 e consente di trovare su una mappa del mondo indirizzi, luoghi, alberghi, ristoranti ed altri oggetti. È il servizio di mappe on line più utilizzato in Russia ed è disponibile in russo, inglese, ucraino e turco.

## Caratteristiche
Yandex.Maps è simile ad altri servizi di mappe on line come Google Maps, Here e Bing Maps. Si possono visualizzare le mappe, le immagini satellitari e anche una modalità ibrida tra mappa e satellite. Un motore di ricerca integrato consente di trovare sia indirizzi che nomi di ristoranti e negozi. È anche possibile creare un itinerario da un luogo ad un altro e visualizzare la propria posizione sulla mappa.
Dal 2009 è presente anche un servizio di visualizzazione simile a Google Street View, chiamato Yandex.Panorama, che può essere avviato all'interno di Yandex.Maps. Questo servizio è attivo solo per alcune città di Russia, Ucraina, Bielorussia, Kazakistan e Turchia. Un'altra funzionalità, chiamata Yandex.Traffic, dà informazioni sul traffico in tempo reale.
Yandex.Maps è disponibile come applicazione web e come app sui sistemi operativi Android, iOS e Windows Phone. Sono inoltre disponibili delle API che consentono di utilizzare il servizio anche su siti esterni.
Il materiale cartografico per Russia, Bielorussia, Kazakistan e Ucraina è prodotto dalla stessa Yandex, mentre quello per gli altri paesi del mondo è fornito da Here.